# غارسيا غيرا
غارسيا غيرا (بالإسبانية: Francisco García Guerra)‏ (و. 1545 – 1612 م) هو قسيس، ومتدين ‏ إسباني، ولد في بالنثيا، توفي في مدينة مكسيكو، عن عمر يناهز 67 عاماً.

## مناصب
تولى منصب رئيس أساقفة
- Viceroy of New Spain ‏.